# Rivière Utamikaneu
Rivière Utamikaneu är ett vattendrag i Kanada.   Det ligger i provinsen Québec, i den östra delen av landet, 600 km norr om huvudstaden Ottawa. Rivière Utamikaneu ligger vid sjön Lac Ashimwakw.
Trakten runt Rivière Utamikaneu är nära nog obefolkad, med mindre än två invånare per kvadratkilometer.